# Lasioglossum damascenum
Lasioglossum damascenum là một loài Hymenoptera trong họ Halictidae. Loài này được Pérez mô tả khoa học năm 1910.